# Pertjajah Luhur
Pertjajah Luhur är ett politiskt parti i Surinam, med väljarbas bland den indonesiska befolkningsgruppen.
Partiet ingår i valalliansen Nya Fronten, som vann valet 2005. Partiledaren Paul Somohardjo valdes då till talman i landets nationalförsamling.